# 庫魯薩省

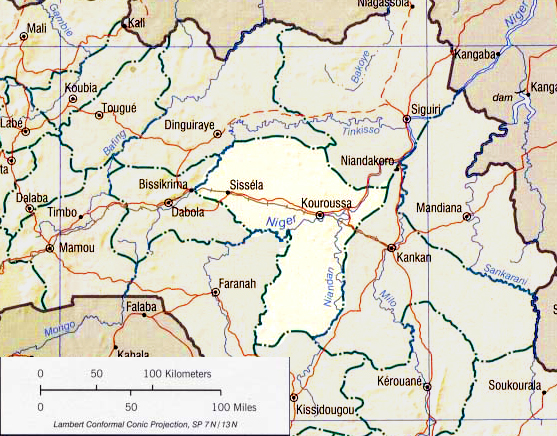

庫魯薩省是西非國家畿內亞的33個省之一，位於該國東部，由康康大區負責管轄，首府設於庫魯薩，北臨丁吉拉伊省和錫吉里省，東接芒賈納省和康康省，南毗基西杜古省，西鄰法拉納省和達波拉省，面積16,220平方公里，人口約160,000。